# 亚眠圣若望修道院

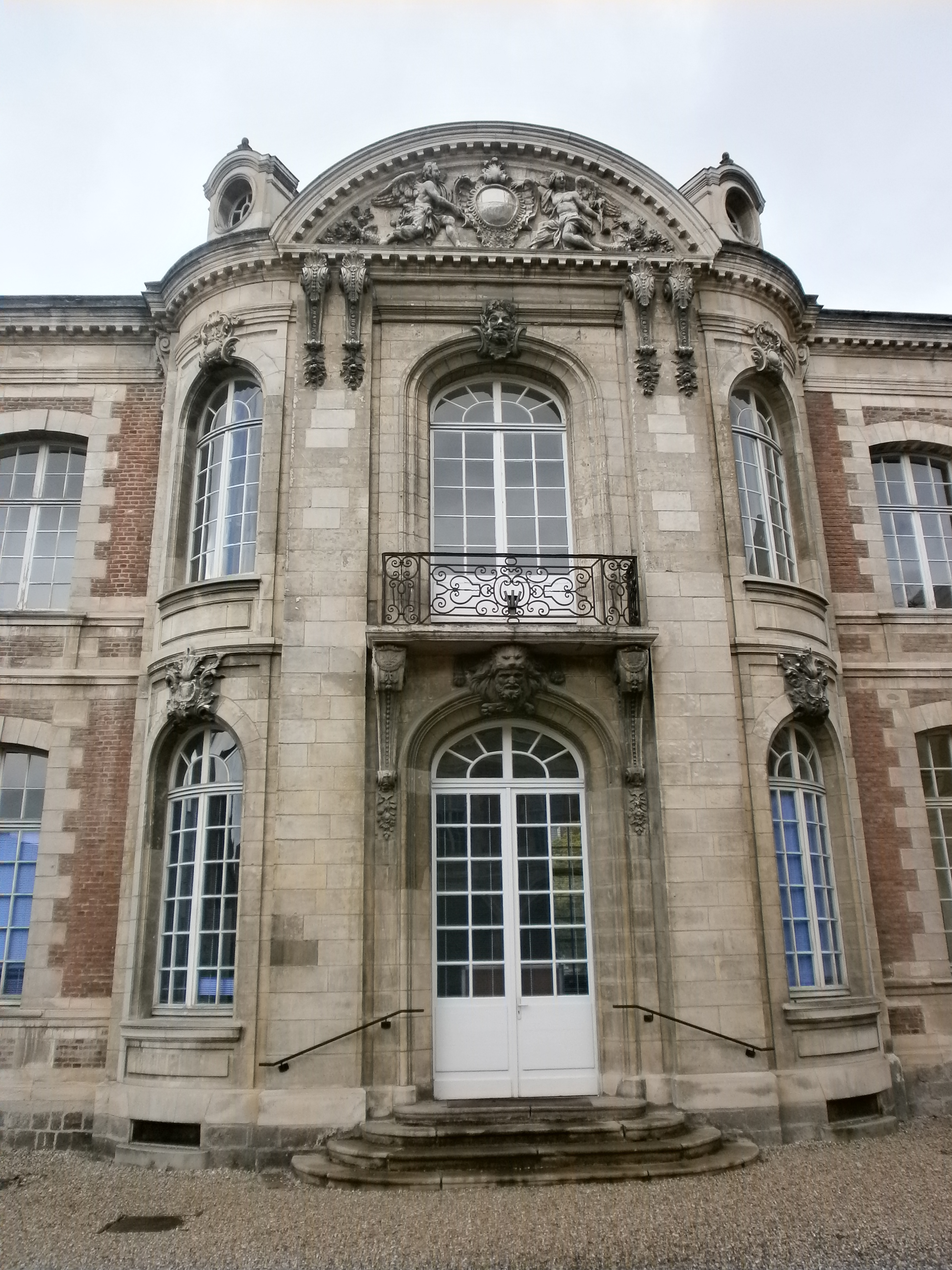

亚眠圣若望修道院（Abbaye Saint-Jean-des-Prémontrés d'Amiens）是法国北部城市亚眠的一个普利孟特瑞会咏祷司铎班修道院。

## 历史
亚眠圣若望修道院由亚眠乡绅Guy de Flixecourt建立于1124年。
1358年，修道院被纳瓦拉国王查理二世毁坏，沦为废墟。
1730年，圣若望修道院是亚眠最富有的修道院。1790年，亚眠圣若望修道院在法国大革命中关闭。其建筑物在19世纪改为男子中学。
1940年5月19日，亚眠遭受猛烈轰炸，市中心大部分被毁，修道院仅存外墙。同年这些幸存的墙壁被列为法国历史古迹加以保护。